# بيبي (لاعب كرة قدم مواليد 2003)
بيبي (مواليد 24 أكتوبر 2003) هو لاعب كرة قدم ياباني يلعب في مركز خط الوسط في نادي ريال مدريد كاستيا.

## روابط خارجية
- بيبي (لاعب كرة قدم مواليد 2003) على موقع قاعدة بيانات كرة القدم.إي يو (الإنجليزية)
- بيبي (لاعب كرة قدم مواليد 2003) على موقع Soccerway.com (الإنجليزية)